# K-pop
K-pop, кей-поп (/keɪ pɔp/, абревіатура від англ. Korean pop; кор. K-팝) — музичний жанр, який охоплює безліч стилів поп-музики Південної Кореї, включаючи різні напрямки танцювальної музики, електропоп, хіп-хоп і сучасний ритм-енд-блюз.
Згідно з автором американського музичного журналу «Rolling Stone», K-pop являє собою «суміш модної західної музики та високоенергетичного японського попа» і «полює за головами слухачів за допомогою повторюваних „чіплялок“, іноді англійською мовою». K-pop «йде по лінії змішання стилів, поєднує і спів, і реп, і робить особливий наголос на виступи на сцені і потужні візуальні ефекти».
K-pop — це не просто музика, K-pop перетворився на субкультуру, яка має популярність серед молодих людей у всьому світі. Завдяки Інтернету і доступності цифрового контенту, K-pop досягає неймовірно широкої аудиторії.

## K-Pop як інструмент примирення Південної та Північної Кореї
Одним із досягнень жанру є практичні результати у процесі зближення Південної та Північної Кореї («КНДР»).
Ще з 1950-х років Південна Корея за допомогою гучномовців через кордон транслювала музику K-pop у напрямку КНДР. Це декадами дратувало північнокорейських прикордонників. У 2015 році напруга виросла до такого рівня, що КНДР почала атакувати гучномовці на території сусідньої держави.
Але вже 31 березня 2018 року Південна Корея відправила у КНДР 160 артистів, включно з багатьма зірками К-попу, для виступу на концерті «Весна іде» (Spring Comes). На концерті був присутнім Лідер КНДР Кім Чен Ин і йому концерт сподобався. Він змінив свій розклад, щоб зустрітися з південнокорейською к-поп-групою Red Velvet.
На концерті «Spring Comes» Кім Чен Ин сказав виконавцям з Півдня, що дві країни «повинні частіше проводити культурні та мистецькі заходи разом».

## Дослідження впливу
Міністр культури Південної Кореї До Чжунхван вважає, що К-поп мав значний культурний вплив на громадян КНДР. За словами професора Руальда Малінгкая (Roald Maliangkay), директора Інституту Кореї в Австралійському національному університеті, є підстави для того, що K-pop став музичним експортом Південної Кореї: 
«К-поп звучить оптимістично і сильно, а тексти пісень зображають сильний об'єднаний південнокорейський фронт. К-поп є засобом пропаганди, він показує Південну Корею як гіпер-модерну, багату країну, яка населена лише пристрасними та привабливими людьми».
Важливою частиною цього рівняння є орієнтація K-pop на батьків. Малінгкай стверджує:
«K-pop не має політичних чи релігійних послань, не говорить про секс, наркотики чи агресію. Це робить його приємною альтернативою більшій частині того, що мають північні корейці. К-поп важливий для більшої частини корейського суспільства, але це не представляє корейське суспільство в цілому. Лірика не виражає суспільно-політичні проблеми народу. K-pop просто створює імідж.» 
Цей імідж обумовлений також цензурою Південної Кореї. Міністерство рівності та сім'ї має повноваження цензурувати будь-яку музику, яку воно вважає занадто політизованою. Громадська телекомпанія KBS заборонила пісню з останнього альбому суперзірки кей-попу Psy.

## Контроль та підтримка жанру К-поп урядом Південної Кореї
Вірячи в значення K-pop, Південна Корея зробила його офіційним пріоритетом ще в 1998 році, коли сформувала Міністерство культури і туризму. У агентстві був цілий відділ, присвячений виключно цьому жанру, з метою підтримки індустрії поп-музики в країні та сприяння виникненню перших колективів, таких як Seo Taiji & Boys.
Уряд Кореї підтримує K-pop фінансово, включаючи фонд в розмірі 1 мільярд доларів для допомоги галузі у 2005 році За даними Корейського рекламного агентства з питань вмісту, квитки на концерти K-pop та пов'язані товари у 2016 році склали рекордну суму в 4,7 мільярда доларів. Південна Корея заробила приблизно 5 доларів за кожен 1 долар, вкладений у розвиток K-pop.
Окрім прибутковості, К-поп є також є засобом підвищення рейтингу Південної Кореї у світі. К-поп свідомо розроблений, щоб звертатися до глобальної аудиторії. Південнокорейські політики та бюрократи використали K-pop для укріплення «м'якої сили» Південної Кореї — щоб показати, наскільки сучасною, витонченою і розвиненою країною вони є.
Виконавці K-pop вважаються послами Південної Кореї, тому часто вимушені проявляти досконалість у кожному аспекті свого життя. Наприклад, член гурту BigBang написав публічний лист з вибаченням після того, як він отримав позитивний тест на марихуану під час проходження військової служби. Обмеження в контрактах багатьох виконавців К-попу перешкоджають їм займатися навіть деякими законними справами, такими як секс та знайомства.

## Відомі виконавці
- BTS
- Twice
- SF9
- A.C.E
- Highlight (до 2017 відомі під назвою Beast)
- 4minute
- AOA
- Astro
- Ailee
- Monsta X
- EXO
- B.A.P
- VIXX
- IKON
- 2NE1
- Big Bang
- БоА
- 2PM
- GOT7
- TAHITI
- EXID
- Block B
- Girl's Day
- Girls' Generation
- Хьон А
- Kara
- Red Velvet
- Blackpink
- SS501
- D.Holic
- I.O.I
- IZ*ONE
- NCT
- PSY
- Shinee
- Sistar
- Seventeen
- Stray Kids
- Super Junior
- T-ara
- TVXQ
- TXT
- Wonder Girls
- Wanna One
- f(x)
- INX
- Tren-D
- Everglow
- Victon
- Apink
- Itzy
- Infinite
- BtoB
- Oneus
- Mamamoo
- ENHYPEN
- Ateez
- Nmixx
- IVE
- kep1er
- Momoland
- aespa
- (G)I-dle
- TNX